# Parafia św. Macieja Apostoła i św. Małgorzaty w Bednarach
Parafia św. Macieja Apostoła i św. Małgorzaty Dziewicy i Męczennicy w Bednarach – parafia rzymskokatolicka należąca do dekanatu Łowicz-Katedra w diecezji łowickiej.

## Zasięg parafii
Na obszarze parafii leżą miejscowości: Arkadia, Bednary, Bednary-Kolonia, Janowice, Jasionna (część), Mysłaków i Sierzchów.

## Historia
Kościół w Bednarach powstał ze względu na to, że rzeki: Rawka, Skierniewka i Zielkówka wiosną zalewały łąki i pola, uniemożliwiając dojście do kościoła Matki Boskiej w Łowiczu. Arcybiskup gnieźnieński Jarosław Bogoria Skotnicki wydzielił dwadzieścia łanów ziemi uprawnej i osadził na nich 20 rodzin polskich i chrześcijańskich.
Sześć wiosek: Kęszyce, Sierzchów, Bednary, Janowice, Mysłaków i Arkadię odłączono od kościoła w Łowiczu, ustanawiając w roku 1357 nową parafię w Bednarach.
Kościół wzniesiono na pagórku usypanym przez płynącą nieopodal rzekę Bzurę, będącym kiedyś pogańskim cmentarzem. Kościół zbudowano z drzewa modrzewiowego, pod wezwaniem św. Macieja Apostoła i Małgorzaty Dziewicy. Kościół miał pięć ołtarzy, a w głównym był wizerunek Matki Boskiej Niepokalanie Poczętej. Zakrystia miała osobne wejście. Po latach okazało się, że kościół jest za mały.
Od 1686 do 1696 roku chrztów było 98. Arcybiskup Stanisław Szembek wraz z proboszczem bednarskim Mateuszem Trawińskim, dobudował prezbiterium z kamienia polnego i rudy wydobytej z Bzury. Nową zakrystię, istniejącą do dziś budowano do roku 1711.
Ksiądz proboszcz Antoni Drzewiecki (od 1729 roku) gruntownie odnowił kościół modrzewiowy, mający wiele zmurszałych belek. Od roku 1869 do 1907 ksiądz proboszcz Stanisław Jabłonowski rozebrał stary kościół i postawił nowy – murowany, z małą wieżą według projektu architekta Dziekońskiego. Z drewna rozbiórkowego zbudowano plebanię, stojącą do dziś. W 1913 roku parafianie zebrali materiały, pragnąc zbudować trzynawową świątynię. Jednak w 1915 roku przybyli Niemcy, zniszczyli materiały budowlane, a ołtarz, ambonę i organy spalili. Ludność wysiedlili do Żyrardowa. Ksiądz proboszcz Marian Jeżwiński (proboszcz od 1915 do 1923 roku) z trudem doprowadził kościół do porządku. Wyremontował ściany, sklepienie beczkowe, balustradę na chórze, filary. Przerobiono zakrystię, podniesiono wieżę do 35m. Dachy pokryto eternitem.
Ksiądz Czesław Gotlib (1923–1926) zbudował wielki ołtarz z drzewa oraz organy pneumatyczne 10-głosowe. Ksiądz Henryk Grabowski podniebną ścianę prezbiterium zmienił na lekką żelazną konstrukcję. Przebił też wejście na ambonę od zakrystii, a dach pokrył blachą cynkową.
W 1939 do Bednar wkroczyli Niemcy i stoczyli bitwę nad Bzurą z armią polską. W rezultacie bitwy dach kościoła został zerwany, a organy wyleciały w powietrze trafione pociskiem armatnim. Ksiądz Henryk Grabowski kościół wyremontował, a w 1945 pomalowano go według projektu Mieczysława Jurgielewicza. W 1946 i 1947 powstały dwa boczne ołtarze dębowe. Ksiądz proboszcz Stanisław Kankiewicz założył posadzkę lastrykową.
Od 1967 ksiądz Wojciech Dąbkowski rozpoczął remont świątyni: pokrył blachą wieżę, otynkował i pomalował kościół. Zrobiono schody wejściowe do kościoła. W 1978 kościół odnowiono z zewnątrz i przyozdobiono wewnątrz polichromią w stylu regionalnym łowickim. 
W 1979 ksiądz Misiak sprowadził do świątyni obrazy św. Judy Tadusza. Zlikwidował również zdewastowany cmentarz niemiecki (w Bednarach istniało około trzydziestu gospodarstw niemieckich kolonistów) znajdujący się koło kościoła, a na jego miejscu powstał parking.
W latach 1999–2003 proboszczem parafii był ksiądz Paweł Górniak. Od 2003 proboszczem jest ks. Józef Paciorek.